# Дернівська сільська рада (Ківерцівський район)
Дернівська сільська рада — адміністративно-територіальна одиниця та орган місцевого самоврядування у Ківерцівському районі Волинської області з адміністративним центром у с. Дерно.

## Населені пункти
Сільській раді підпорядковані населені пункти:
- с. Дерно
- с. Котів
- с. Мощаниця
- с. Путилівка
- с. Ставок

## Населення
Згідно з переписом УРСР 1989 року чисельність наявного населення сільської ради становила 3048 осіб, з яких 1384 чоловіки та 1664 жінки.
За переписом населення України 2001 року в сільській раді мешкало 2725 осіб.

### Мова
Розподіл населення за рідною мовою за даними перепису 2001 року:
| Мова       | Відсоток |
| ---------- | -------- |
| українська | 99,27 %  |
| російська  | 0,59 %   |
| білоруська | 0,07 %   |
| молдовська | 0,04 %   |

## Склад ради
Рада складається з 17 депутатів та голови.

## Керівний склад сільської ради
| ПІБ                           | Основні відомості                                                                             | Дата обрання | Дата звільнення |
| ----------------------------- | --------------------------------------------------------------------------------------------- | ------------ | --------------- |
| Палійчук Олександр Сергійович | Сільський голова, 1948 року народження, освіта, член Всеукраїнського об'єднання «Батьківщина» | 26.03.2006   | 31.10.2010      |
| Лисюк Олексій Пилипович       | Сільський голова, 1954 року народження, освіта середня спеціальна, безпартійний               | 31.10.2010   | 25.10.2015      |
| Гуч Олександр                 | Сільський голова, безпартійний                                                                | 25.10.2015   |                 |

Примітка: таблиця складена за даними джерела